# Витт, Витте Корнелисзон де
Витте Корнелисзон де Витт (нидерл. Witte de With; 28 марта 1599, Хогендейк — 8 ноября 1658 , Эресунн) — голландский вице-адмирал, участник Нидерландской революции. Соперничал с Мартеном Тромпом за влияние над голландскими военно-морскими силами. Носил звания — вице-адмирал Голландии и Восточной Фрисландии.

## Биография

### Ранние годы
Витте Корнелисзон де Витт был рождён в посёлке Хогендейк возле Брилле. В семье было ещё трое детей: Авраам Корнелисзон де Витт, Андрис Корнелисзон де Витт и Катарина Корнелисзон де Витт. Его отец умер в 1602 году. Поскольку семья была сторонниками меннониства, дети воспитывались в строгом пацифизме с отрицанием любых форм физического насилия. В 1610 году был крещён кальвинистским священником и больше не относился к меннонитам. Поскольку кальвинизм не отрицает насилие с помощью оружия, Витте де Витт получил возможность поступить на военную службу Республики Соединённых провинций.

### Служба на флоте
В шестнадцатилетнем возрасте де Витт поступил на службу в Ост-Индскую компанию и 21 января 1616 года на корабле «Gouden Leeuw» отправился в плаванье в должности юнги. До 1617 года осуществил два рейса на торговых кораблях, которые отправлялись с материка в голландскую колонию на Коромандельском берегу. Впоследствии служил при голландском губернаторе Яне Питерсзооне Куне. Во время осады Джакарты в 1618 году де Витт командовал гарнизоном численностью 24 человека и успешно защитил торговую факторию, расположенную внутри форта. В октябре 1618 года вернулся в Хогендейк. После этого 20 августа 1620 года поступил на службу в Адмиралтейство Роттердама в должности шкипера. С декабря 1620 года по август 1621 года в составе экспедиции адмирала Виллема Хаултайна де Зутэ (Willem Haultain de Zoete) участвовал в рейде против деятельности берберских пиратов в Средиземном море.
Весной 1622 года де Витт был назначен лейтенантом на судне Gelderland, а когда действующий капитан заболел — выполнял его роль. Недолгое время пребывал в эскадре по защите кораблей, занимающихся промыслом сельди.
В июле 1622 года в должности флаг-капитана корабля Delft осуществил рейд на испанские владения на западном побережье Америки. В 1635 году был капитаном трёхмачтового галеона «Амилия». В составе экспедиционного флота обогнул мыс Горн в марте 1642 года. Вплоть до октября 1642 года голландские военно-морские силы атаковали испанские корабли. При этом в одном из сражений де Витт получил пулевое ранение из мушкета. После этого корабли вышли в Тихий океан, далее достигли Марианских островов и взяли курс на Ост-Индские острова. По поручению губернатора острова Амбон де Витт напал на остров Тарнате и уничтожил плантацию гвоздичных деревьев в количестве 90 000 шт., чтобы поднять спрос и цену на эту пряность. Берега Республики Соединённых провинций его корабль достиг 22 сентября 1626 года. Благодаря этой военной кампании он осуществил кругосветное путешествие. В это же время умер вице-адмирал Ген Хейген Схапенхам (Geen Huygen Schapenham), и де Витт был назначен на его должность про приказу Адмиралтейства.
В 1628 году де Витт отправился в Карибский бассейн, в рамках кампании по захвату испанских кораблей, гружённых серебром, на пути следования из Мексики в Европу. Он был вице-адмиралом корабля Amsterdam в составе эскадры под командованием адмирала Пита Питерсона Хайна. В августе 1628 года де Витт обнаружил испанский корабль и попросил разрешения адмирала на атаку. Получив его, он вступил в бой и захватил корабль вместе с командой в количестве 50 моряков. Голландский флот успешно выполнил поставленную Генеральными Штатами задачу и, захватив испанские корабли и груз, вернулся в Республику Соединённых провинций.
Также де Витт был активным участником первой англо-голландской войны. На начало конфликта Республика Соединённых провинций располагала 40 военными кораблями. В 1651 году к этому количеству добавились ещё 36 кораблей и в планах было вооружить дополнительно 150 торговых судов. В первых же схватках голландских флот потерпел поражение. Адмирал Корнелис Тромп поставленных задач не выполнил и вернулся домой с потерями в половину количества судов. Генеральные Штаты намеревались привлечь его к уголовной ответственности, но всё закончилось лишь принуждением к отставке. После этого вице-адмирал де Витт был назначен главнокомандующим объединёнными войсками пяти адмиралтейств Республики Соединённых провинций. Впоследствии голландские морские силы под его командованием совместно с эскадрой во главе с Михаилом де Рюйтерем дали бой английскому флоту во главе с адмиралом Робертом Блейком. Сражение было проиграно из-за ряда причин, среди которых были такие, как неблагоприятные погодные условия для навигации и личная неприязнь голландских офицеров к де Витту (в силу его скверного характера). В 1652 году флот под командованием де Витта (вице-адмирал корабля Prins Willem) предпринял попытку застичь врасплох корабли адмирала Блэйка, но потерпел поражение в битве при Кентиш-Нок. После этих событий де Витт был отстранён от командования.
Параллельно с англо-голландским конфликтом шла восьмидесятилетняя война с испанцами, одним из ключевых моментов которой было сражение при Даунсе. Постепенно теряя влияние на море, испанцы решили предпринять последнюю попытку удержать форт-пост Дюнкерк, через который осуществлялась переброска войск во Фландрию. Генеральные Штаты приняли решение атаковать испанский флот под командованием Антонио де Окендо. Для выполнения этой задачи была организована постройка 23 кораблей и нескольких брандеров. Во главе кампанией был назначен адмирал Тромп. Под командованием вице-адмирала де Витта находилось 6 кораблей, в задачу которых входило патрулирование английского побережья. В сентябре 1639 года 16 кораблей под командованием адмирала Тромпа столкнулись у берегов Франции с испанским флотом. В этот же день корабли под командованием вице-адмирала де Витта подошли к месту сражения и одержали победу. 28 сентября 1629 года они отправились в порт Кале для пополнения запасов пороха и провизии. Чтобы препятствовать выступлению английских кораблей на стороне испанцев, 31 октября 1639 года флот из 30 кораблей под командованием де Витта отправился к английскому побережью.
В июне 1653 года английский и голландский флот сошлись для решающей битвы у отмели Габбард у побережья графства Суффолк. Голландцы имели 98 кораблей, разделённых на пять эскадр, под командованием адмирала Мартена Тромпа и вице-адмирала де Витта (корабль — Vrijheid). Во время сражения большинство голландских кораблей было повреждено и оставшиеся вынуждены были отступать. Эскадра под командованием де Витта прикрывала отступление сил адмирала Тромпа. В сражении при отмели Габбард под командованием де Витта находились следующие корабли: Vrijheid (флагман де Витта, 46 пушек), Fazant (вице-командор Лаппер, 32 пушки), Prins te Paard (шаутбенахт Клейдик, 38 пушек), Prinses Roijael (34 пушки), Rozenkrans van Holland (бывший Garland — 46 пушек), Prinses Louisa (38 пушек) и ещё 14 кораблей на вооружении которых было от 28 до 32 пушек.
По возвращении домой, Михаил де Рюйтер и Витте де Витт выступили с требованием принятия мер по реформированию голландского флота, отказ в выполнении которых вынудит их покинут военную службу.

### Смерть

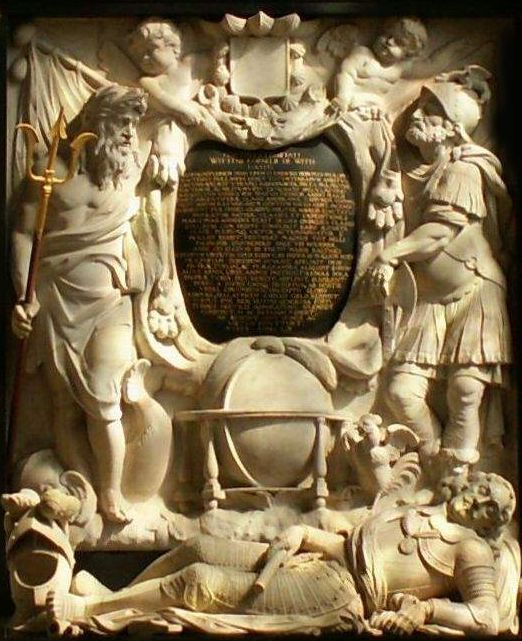
Памятник на могиле Витте Корнелисзона де Витта в кирхе Синт-Лауренскерк, Роттердам.

Витте де Витт был убит в сражении в Эресунне 8 ноября 1658 года, в ходе которого он командовал авангардом датского флота, который должен был освободить Копенгаген от шведов. Его линейный корабль Brederode сел на мель и был окружён шведским флотом. Во время двухчасовой абордажной схватки он получил огнестрельные ранения и скончался. Тело де Витта было взято шведами в качестве трофея. Впоследствии оно было передано голландской стороне и захоронено в протестантской кирхе Синт-Лауренскерк.

## Семья
Первый брак с троюродной сестрой из города Ниувенхорн — Марией де Витт (Maria de With (? — 1631 год)). Дети:
- Корнелис (1628 год[уточнить]) — умер во младенчестве;
- Корнелия (1629 — ?) — дочь.

Второй брак с дочерью роттердамских аристократов — Хилегондой ван Гох (Hillegonda van Goch). Дети:
- Корнелис (1633—1634) — умер во младенчестве;
- Мария (1636 — ?) — дочь[13].